# Brachylomia thula
Brachylomia thula là một loài bướm đêm trong họ Noctuidae.